# Nowa Akropolis
Nowa Akropolis (oficjalna nazwa: Organización Internacional Nueva Acrópolis, skr. OINA) – międzynarodowa organizacja non-profit założona w 1957 roku w Argentynie przez Jorge Ángel Livraga Rizzi (1930–1991), historyka i filozofa. W Polsce organizacja działa od roku 2004. Jej misją jest krzewienie ponadczasowej filozofii w realiach współczesności, poprzez studia porównawcze filozofii Wschodu i Zachodu. Fundamentem organizacji obecnej w ponad czterdziestu krajach jest wolontariat.

## Założyciel
Profesor Jorge A. Livraga Rizzi, z pochodzenia Włoch, urodził się w Buenos Aires w 1930 roku. Na tamtejszym uniwersytecie studiował medycynę, historię sztuki i filozofię. Zmarł w Madrycie w 1991 roku.
Publikował książki, artykuły oraz eseje filozoficzne, w których poruszał tematy kultur antycznych cywilizacji, jak też wyzwania współczesnego świata. W 1976 roku działalność jego nagrodzona została „Krzyżem Paryża” przyznawanym za sztukę, naukę i literaturę, jak również przyznano mu członkostwo „Akademii Burckhardta”. W 1951 roku w Argentynie otrzymał pierwszą państwową nagrodę za poezję.

## Cele i Zasady
Wszelka aktywność Nowej Akropolis oparta jest na trzech wartościach:
1. Jednoczyć ludzi bez względu na wyznanie, rasę, status społeczny i płeć poprzez ideał uniwersalnego braterstwa;
2. Wspierać światopogląd za pomocą komparatystycznych studiów filozofii, nauki, religii i sztuki;
3. Rozwijać zdolności człowieka, tak aby mógł czuć się częścią natury i żyć w zgodzie z samym sobą.

## Działalność
Nowa Akropolis swoim zakresem działalności obejmuje trzy obszary:
- filozofia
- kultura
- wolontariat

W dziedzinie filozofii – prowadzi porównawczy kurs filozofii Wschodu i Zachodu (m.in. Bhagawadgita, Konfucjusz, Platon, stoicyzm oraz neoplatonizm), jak również różnego typu wykłady publiczne. Corocznie organizuje obchody Światowego Dnia Filozofii z inicjatywy UNESCO.
W dziedzinie kultury – organizuje kursy, warsztaty, wystawy i publiczne prezentacje o cywilizacjach, nauce i sztuce z różnych zakątków świata.
W dziedzinie wolontariatu - współpracuje z organizacjami pomocy społecznej, humanitarnej i ekologicznej. Wspiera też międzynarodowe programy promujące wolontariat.